# Europejskie Centrum Średnioterminowych Prognoz Pogody
Europejskie Centrum Średnioterminowych Prognoz Pogody (European Centre for Medium-Range Weather Forecasts, ECMWF) – międzynarodowa organizacja zajmująca się prognozą pogody. W 2006 roku prognoza pogody z ECMWF miała najlepszą sprawdzalność w stosunku do innych modeli numerycznych na świecie i wyprzedzała sprawdzalność prognozy z modelu amerykańskiego GFS o około jeden dzień. ECMWF prognozuje pogodę od 1979 roku.
W 2020 roku polska instytucja IMGW uzyskała licencję na dostęp do operacyjnych danych prognostycznych ECMWF. Dzięki umowie od grudnia 2020 roku instytut IMGW na bieżąco otrzymuje wyniki globalnych numerycznych prognoz pogody, które przygotowuje europejska organizacja (średnioterminowe prognozy, prognozy sezonowe).

## Dyskusja
ECMWF produkuje także prognozę krótkoterminową (bo nie można zrobić prognozy średnioterminowej bez prognozy krótkoterminowej), która przypuszczalnie jest lepsza niż większość regionalnych prognoz w Europie. Krótkoterminowa prognoza ECMWF nie jest ogólnie dostępna.
ECMWF opracowało także globalną reanalizę danych ER-15 oraz ERA-40.

## Członkowie
Członkowie (stan na 2015)
     Członkowie stowarzyszeni

Członkowie (stan na 2015)
Członkowie stowarzyszeni

Członkami ECMWF są następujące kraje europejskie: Austria, Belgia, Chorwacja, Dania, Estonia, Finlandia, Francja, Niemcy, Grecja, Irlandia, Islandia, Włochy, Luksemburg, Holandia, Norwegia, Portugalia, Hiszpania, Serbia, Słowenia, Szwecja, Szwajcaria, Turcja, Wielka Brytania.
Członkami stowarzyszonymi są: Bułgaria, Gruzja, Czarnogóra, Czechy, Litwa, Łotwa, Macedonia Północna, Słowacja, Rumunia, Węgry, Izrael i Maroko.